# Завертайло, Николай Александрович
Никола́й Алекса́ндрович Заверта́йло (род. 17 ноября 1956, Барнаул, СССР) — российский художник.

## Биография
Родился в Барнауле (Алтайский край) 1 января 1956 года.
В 1974 окончил художественную школу.
С 1975 по 1977 служил в рядах Советской Армии.
С 1986 живёт в Мурманске.
С 1997 Член Союза Художников России.
С 2002 Член Международной Ассоциации изобразительных искусств АИАП ЮНЕСКО.
Семья трое детей старший Александ,Алексей,Наталья

### Признание
- 1978 — лауреат Премии Ленинского Комсомола ВДНХ СССР за проект гостиницы (Москва).
- 2001 — диплом за Первое место в конкурсной выставке произведений изобразительного искусства, номинация «живопись» (Мурманск).
- 2003 — лауреат премии губернатора Мурманской области.
- 2006 — серебряная медаль Российской Академии художеств.

## Персональные выставки
- 1989, 1991 — Кировск.
- 1992 — Апатиты, Кандалакша.
- 1994 — «Полярная Галерея», художественный музей, Мурманск.
- 1996 — Художественный Музей, Мурманск.
- 1996 — Городской выставочный зал, Мурманск.
- 1997 — Художественный Музей, Торнео, Финляндия.
- 1998 — Лемвик, Дания.
- 1999 — Галерея «Пространство», Мурманск.
- 2000 — Вадсё, Норвегия.
- 2001 — «Piers», Клуб «Н2О», Мурманск.
- 2003 — Галерея «АСТЭС», Мурманск.
- 2005 — «Пленер», Соловецкие острова
- 2005 — Персональная выставка «Путешествие на Соловки», ЦХР, Мурманск
- 2007 — Художественный Музей, Мурманск.
- 2007 — Персональная выставка Художественный Музей, Мурманск

## Избранные групповые выставки
- 1985—2007 Участие в ежегодных областных выставках Союза Художников России, Мурманск.
- 1986 Выставка СХ Мурманска, Рованиеми, Финляндия.
- 1985—1998 Участник выставок группы «Ход».
- 1987 Всесоюзная выставка «Акварели», Ленинград.
- 1988 Всесоюзная молодёжная выставка, Москва.
- 1990 Зональная выставка «Советский Север», Мурманск.
- 1991 Участник выставки, Джексонвилл, США.
- 1993 Участник выставки, Йокмокк, Швеция.
- 1994 Участник выставки, Лондон, Англия.
- 1997 Участие в совместном проекте галереи «Соло», Мурманск.
- 1997 Участие в международной выставке стран Баренцрегиона, Лулео, Швеция.
- 1997 Участие в выставке, Минск, Белоруссия.
- 1998 Зональная выставка, Киров.
- 1999 Выставка в составе группы «Пространство», Санкт-Петербург.
- 1999 Участие в выставке с норвежскими художниками, Вадсё, Норвегия.
- 1999—2000 Творческий тур, Вадсё, Норвегия.
- 2001 Конкурсная выставка Союза Художников, Первый Приз номинации «живопись», Мурманск.
- 2005 Выставка Мурманской организации Союза художников России, Вологда.
- 2006 Международное бьеннале акварели, Петрозаводск.
- 2006 Академическая передвижная выставка, Северо-запад России, Мурманск, Петрозаводск, Санкт-Петербург.
- 2006 3-я Всероссийская выставка живописи «Образ Родины», Вологда.
- 2007 Выставка лауреатов академии художеств.
- 2008 Зональная выставка, Великий Новгород.

### Работы хранятся в коллекциях
- В Мурманском областном художественном музее
- В художественном музее Кирова
- В муниципальных собраниях городов Кировска, Лулео и Йокмокк (Швеция), Торнио (Финляндия), Вадсё (Норвегия), музей о. Соловки.
- Так же в частных коллекциях России и за рубежом: США, Германия, Швеция, Венгрия, Норвегия, Финляндия, Англия, Франция, Дания, Голландия и др.

## Информация и публикации о творческой работе
- С 1986 Информация о творческой работе средствами массовой информации (радио, телевидение, статьи в газетах).
- 1991 Документальный фильм, режиссёр Ирина Максимова, ГТРК, Мурманск.
- 1995, 1997 Документальный фильм, режиссёр Светлана Бокова, ТВ-21, Мурманск.
- 2000 Теле-радио-репортаж документальный фильм о персональной выставке, Вадсё, Норвегия.
- 2001 Публикация работы и статьи в журнале «Культура в Норвегии».
- 2001 Публикация работы и статьи в журнале «искусство в Норвегии».
- 2005 Юбилейный альбом СХ
- 2006 Каталог лауреатов академии художеств
- 2007 Альбом лауреатов медалистов академии художеств
- 2005 Северо-западный Телеком, центральный офис, Мурманск.

## Другая деятельность
- Преподаватель детской художественной школы, Кировск.
- Преподаватель архитектурно-художественной студии, Кировск.
- Оформление книг мурманских поэтов.

Архитектурно-пластические проекты:
- 1986—2003 Мурманэлектросвязь, Мурманск.
- 1988 Академия Наук, Экологический Центр, Апатиты.
- 1999 Объединение «Апатит», Кировск.
- 2000 Архитектурная дизайнерская фирма «Интериордизайн», Санкт-Петербург.
- 2002 Гостиница «Валгалла», Мурманск.
- ЗАО «АМИКО» г. Москва.
- Центральное Телевидение, Москва.
- Генеральное Консульство Норвегии, Мурманск.
- Мурманский Центральный Телеграф, переговорные пункты.
- Октябрьская железная дорога, административные помещения, Мурманск.

Архитектурные проекты:
- 2003 Информационный Туристический Центр, Мурманск.
- 2005 Северо-западный Телеком, центральный офис, Мурманск.
- 2004—2005 проект здания офиса телефонной компании, Москва.
- 2007 Телевизионная студия.
- 2007 Видео-арт.